# Canton de Castelmoron-sur-Lot
Le canton de Castelmoron-sur-Lot est une ancienne division administrative française située dans le département de Lot-et-Garonne, en région Aquitaine.

## Géographie
Ce canton était organisé autour de Castelmoron-sur-Lot dans l'arrondissement de Marmande. Son altitude variait de 32 m (Laparade) à 195 m (Castelmoron-sur-Lot) pour une altitude moyenne de 117 m.

## Représentation

### Conseillers généraux de 1833 à 2015
| Période | Période      | Identité                             | Étiquette                       | Qualité |
| ------- | ------------ | ------------------------------------ | ------------------------------- | --- |
| 1833    | 1848         | Antoine Nègre fils aîné              |                                 | Négociant, maire de Castelmoron-sur-Lot (1825-1852)                                                                |
| 1848    | 1852         | Jean-Baptiste de Laville de Monbazon |                                 | Propriétaire à Verteuil, conseiller d'arrondissement                                                               |
| 1852    | 1867         | Gustave de Bridiers de Villemor      |                                 | Médecin à Castelmoron-sur-Lot                                                                                      |
| 1867    | 1871         | Émile de Gervain                     |                                 | Maire de Verteuil (1848-1870)                                                                                      |
| 1871    | 1874         | Pierre Boudet                        |                                 | Ancien notaire à Castelmoron-sur-Lot                                                                               |
| 1874    | 1886         | Valentin Bransoulié                  | Républicain                     | Maire de Castelmoron-sur-Lot (1871-1883)                                                                           |
| 1886    | 1892         | Cornélis de Witt                     | Droite monarchiste              | Maire de Laparade (1888-1889 et 1892-1900), conseiller d'arrondissement                                            |
| 1892    | 1898         | Émile Coudroy de Lille               | Républicain                     | Avocat à la Cour d'appeld'Agen Maire de Brugnac (1888-1898)                                                        |
| 1898    | 1940         | Albert Balet                         | Rad.ind.                        | Agriculteur-viticulteur Maire de Coulx (1919-1944)                                                                 |
|         |              |                                      |                                 | |
| 1945    | 1958         | André Girou                          | PCF                             | Agriculteur, maire de Brugnac (1935-1969)                                                                          |
| 1958    | 1975 (décès) | Maurice Chaulet                      | Rad.                            | Maire de Castelmoron-sur-Lot (1953-1971)                                                                           |
| 1975    | 2015         | Bernard Genestou                     | Centre gauche puis UDF puis UMP | Pharmacien Maire de Castelmoron-sur-Lot (1977-2014) Ancien Président de la Communauté de Communes du Lot et Tolzac |

### Conseillers d'arrondissement (de 1833 à 1940)
| Période                                  | Période           | Identité                                               | Étiquette          | Qualité |
| ---------------------------------------- | ----------------- | ------------------------------------------------------ | ------------------ | --- |
| 1833                                     | 1845              | Jean Henri Delzolliès père (1786-1865)                 |                    | Propriétaire à Castelmoron-sur-Lot                                                                          |
| 1845                                     | 1848              | Jean Baptiste Henry de Laville de Monbazon (1798-1869) |                    | Propriétaire à Verteuil-d'Agenais                                                                           |
|                                          |                   |                                                        |                    | |
| 1883                                     | 1886              | Cornélis de Witt                                       | Droite monarchiste | Propriétaire à Laparade                                                                                     |
| 1886                                     | 1888 (annulation) | M. Tardieu                                             | Conservateur       | |
|                                          |                   |                                                        |                    | |
| 1901                                     |                   | Pierre Troupenat                                       | Radical            | Maire de Brugnac (1898-1903)                                                                                |
|                                          |                   |                                                        |                    | |
| 1925                                     | 1940              | Michel-Eugène Yharrassarry                             | Radical            | Propriétaire à Laparade                                                                                     |
| 1940                                     |                   |                                                        |                    | Les conseils d'arrondissement ont été suspendus par la loi du 12 octobre 1940 et n'ont jamais été réactivés |
| Les données manquantes sont à compléter. |                   |                                                        |                    | |

## Composition
Le canton de Castelmoron-sur-Lot groupait 7 communes et comptait 3 817 habitants (population municipale au 1er janvier 2010).
| Communes                | Population (2012) | Code postal | Code Insee |
| ----------------------- | ----------------- | ----------- | ---------- |
| Brugnac                 | 203               | 47260       | 47042      |
| Castelmoron-sur-Lot     | 1 754             | 47260       | 47054      |
| Coulx                   | 243               | 47260       | 47071      |
| Grateloup-Saint-Gayrand | 439               | 47400       | 47112      |
| Labretonie              | 175               | 47350       | 47122      |
| Laparade                | 445               | 47260       | 47135      |
| Verteuil-d'Agenais      | 558               | 47260       | 47317      |

## Démographie
| 1962  | 1968  | 1975  | 1982  | 1990  | 1999  | 2006  | 2010  | - |
| ----- | ----- | ----- | ----- | ----- | ----- | ----- | ----- | - |
| 3 851 | 4 015 | 3 688 | 3 658 | 3 838 | 3 603 | 3 682 | 3 817 | - |